# Le Belge (locomotief)

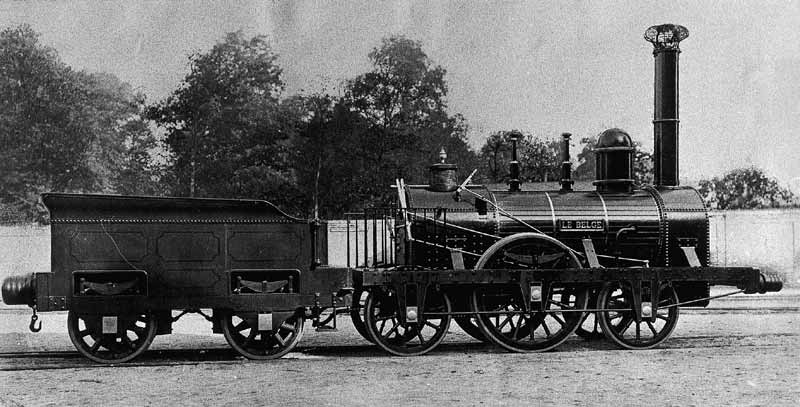
Le belge

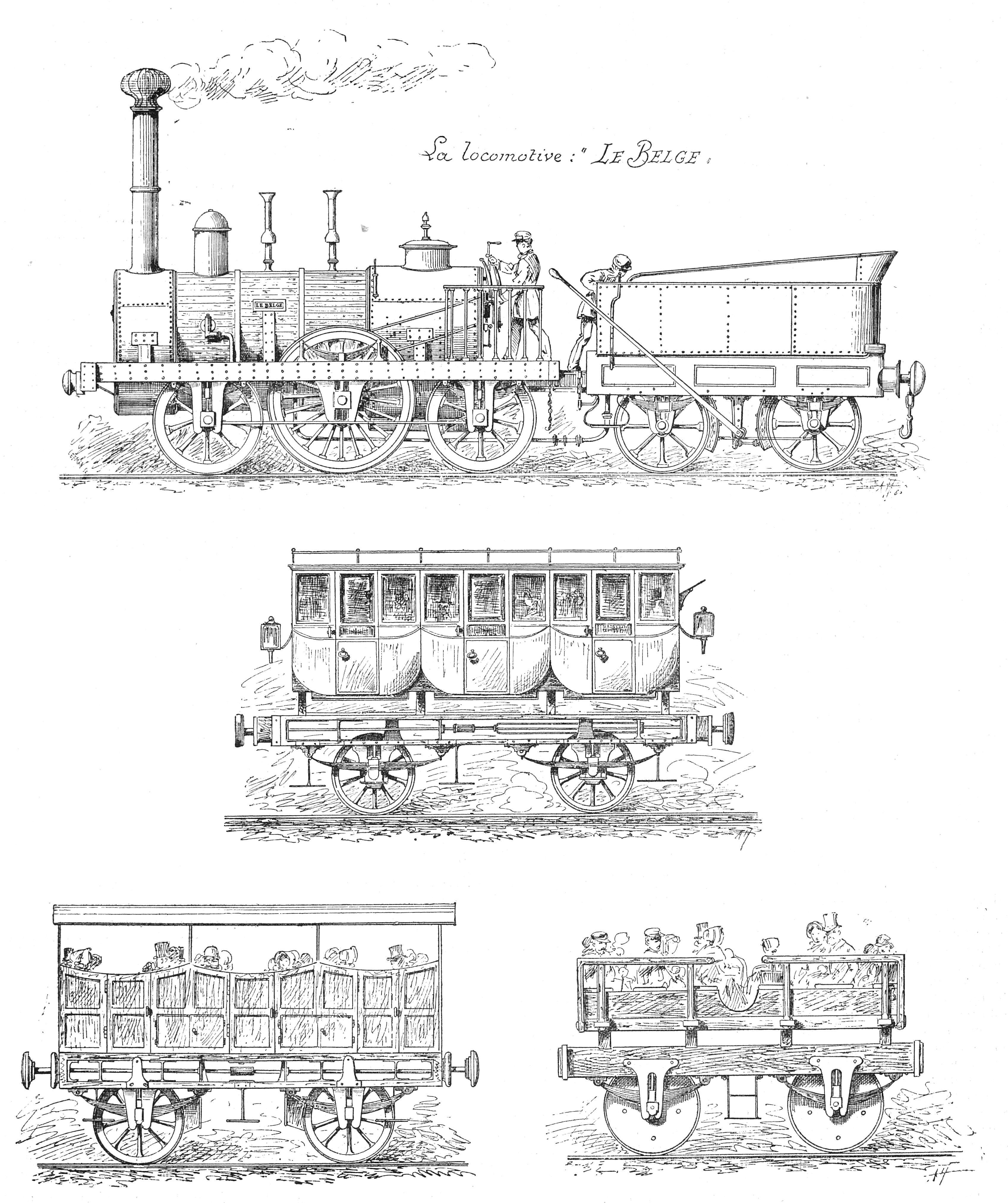
Le belge en de rijtuigen die deze trok tussen Mechelen en Brussel

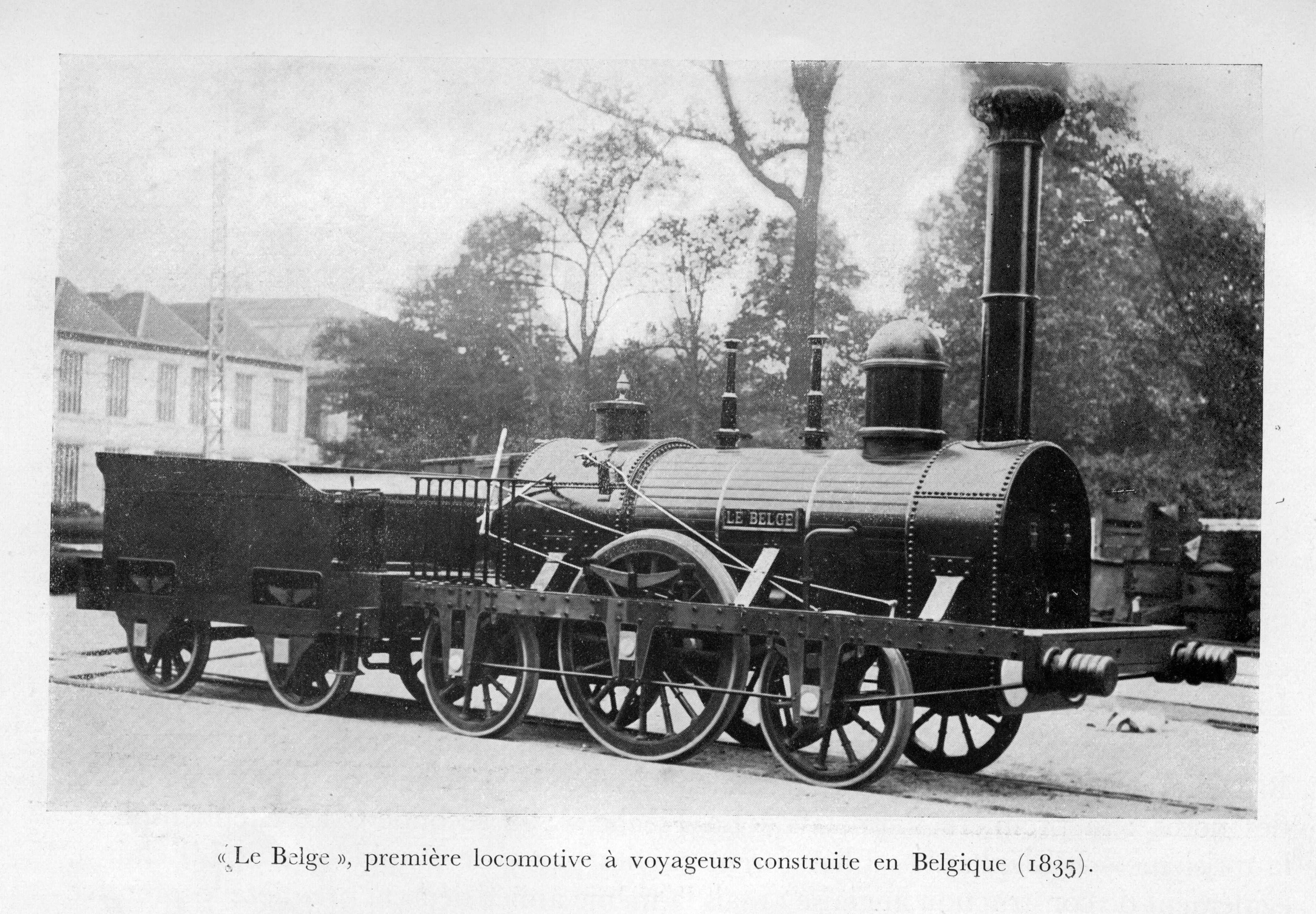
Stoomloc Le Belge

Le Belge (Frans voor 'De Belg') was een Belgische stoomlocomotief uit 1835. Hij werd gebouwd door de Société anonyme John Cockerill en was de eerste locomotief die buiten Engeland en de Verenigde Staten werd geproduceerd. 

## Geschiedenis
Nadat George Stephenson in 1829 de eerste betrouwbare stoomlocomotief produceerde, werden de spoorwegen in Engeland een enorm succes. Al gauw gingen hier verschillende industriële ondernemingen over op de productie van treinmaterieel onder licentie van Stephenson, die de plannen ervoor leverde. Ook aan de overkant van het kanaal kon het ontstaan van de spoorwegen op veel belangstelling rekenen. In het jonge, doch sterk industrialiserende België werden plannen gemaakt voor het uitbouwen van een eigen railnetwerk. In 1833 keerde de Robert Stephenson and Company een licentie uit aan de Société anonyme John Cockerill, waardoor deze fabriek als eerste een locomotief op het vasteland mocht produceren. Mechanicus Johann Heinrich Ehrhardt, die toen al twee jaar voor Cockerill werkte, zou gaan instaan voor de montage.
Toen de eerste Eerste Belgische treinrit uitreed op 5 mei 1835 tussen tussen Brussel en Mechelen was de locomotief van Cockerill nog niet gereed. De historische rit werd uitgevoerd door drie uit Engeland geïmporteerde treinen: 'De Pijl (locomotief)', 'De Olifant (locomotief)' en 'De Stephenson'. Om het groeiende verkeer op te vangen werden in de maanden hierna nog twee andere locomotieven ingevoerd:'De Snelle' en 'Het Weerlicht'.
Pas op 30 december 1835 verliet de  locomotief uiteindelijk de fabriekshallen in Seraing. De eerste in België gebouwde stoomtrein was een heugelijke gebeurtenis voor het jonge koninkrijk en de locomotief, die het nummer 6 droeg, werd 'Le Belge' gedoopt. Le Belge werd in dienst gesteld van de Belgische Staatsspoorwegen voor het trekken van reizigerstreinen op Spoorlijn 25 tussen Brussel en Mechelen.

## Beschrijving
Le Belge werd gebouwd volgens de Britse plannen van Robert Stephenson and Company en is dan ook vrijwel identiek aan ‘De Pijl’, ‘De Stephenson’,'De Snelle' en 'Het Weerlicht'. De locomotief had een 111- asindeling , waarvan de middelste, grotere as aangedreven is door 2 horizontale cilinders onder de vuurhaard. Zoals gebruikelijk in deze tijd was er geen afgesloten machinistenhuis, slechts een metalen reling. De locomotief was 5,45 meter lang, 9,75 meter inclusief de tender. Het vermogen van Le Belge bedroeg 41 pk, goed voor een maximumsnelheid van 60 km per uur. Deze snelheid lag een stuk lager met wagons aan de haak. Een rit tussen Brussel en Mechelen duurde ongeveer 50 à 60 minuten. 

## Replica's
De originele 'Le Belge' is niet bewaard gebleven. Er bestaan echter twee exacte replica's van deze locomotief: 

### Replica uit 1885
Ter gelegenheid van 50 jaar Belgische spoorwegen in 1885 werden replica's gemaakt van zowel 'Le Belge' als 'De Olifant' op basis van de originele plannen. De locomotieven waren te zien op de feestelijkheden rond het jubileum, maar ook bij andere gelegenheden, zoals op de Wereldtentoonstelling van 1935 in Brussel. Lange tijd was de replica van 'Le Belge' te zien in Spoorwegmuseum De Mijlpaal in Mechelen. Na de sluiting van dit museum verhuisde hij samen met 'De Olifant' naar Train World in Schaarbeek. Hier wordt 'Le Belge' tentoongesteld op een verhoog aan de uitgang van het museum. Train World bezit ook een oude maquette van 'Le Belge' op schaal 1/10.

### Replica uit 1980
In het Naamse dorpje Vresse werd in 1980 een houten kopie van 'Le Belge' gebouwd, hij wordt er bewaard als toeristische attractie. Hoewel Vresse geen enkele spoorweggeschiedenis heeft, er heeft nooit een spoorlijn langs het dorp gelopen, besloten de inwoners om in het kader van 150 jaar België de locomotief na te bouwen als praalwagen die ook echt kon rijden. De locomotief kreeg een vaste plaats in het centrum van Vresse, in een speciaal hiervoor voorzien gebouwtje.

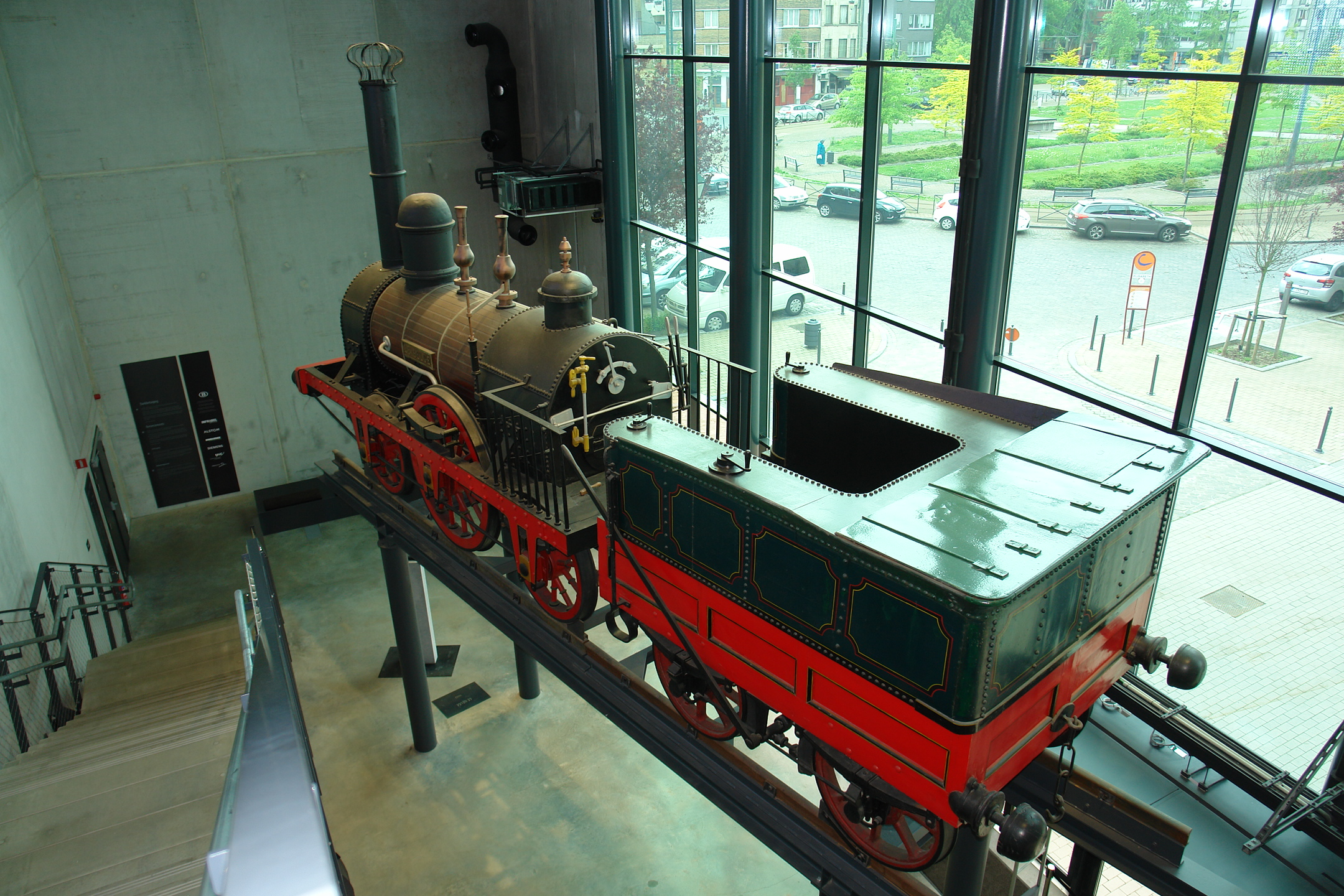
Replica van 'Le Belge' uit 1885 in Train World
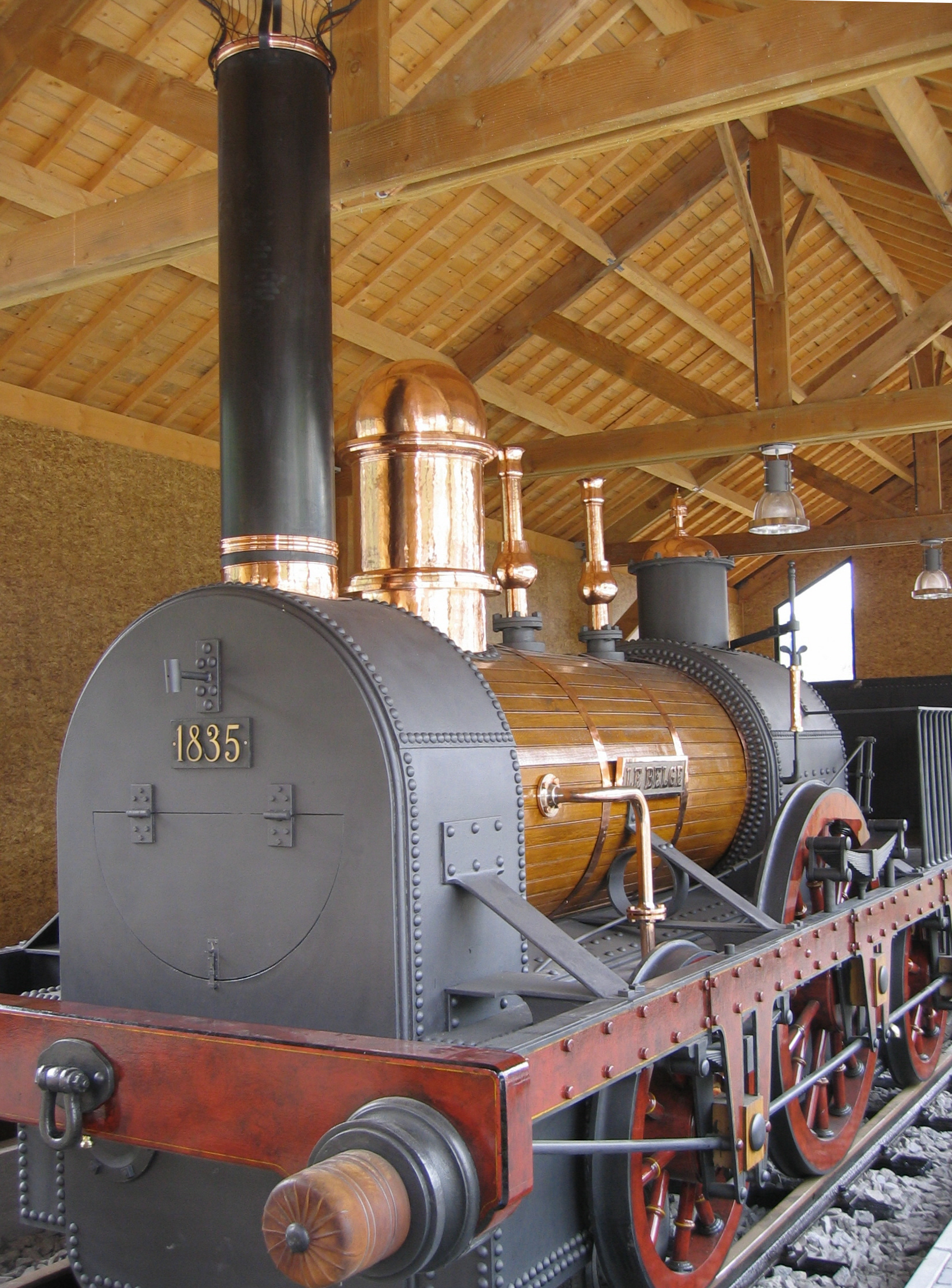
De replica van 'Le Belge' uit 1980 in Vresse

## In populaire cultuur
- In 2010 werd een zilveren vijf euromunt uitgegeven ter gelegenheid van 175 jaar Belgische spoorwegen. Hierop staat 'Le Belge' zij aan zij met een modern Thalys- treinstel.[7]
- 'Le Belge' heeft verschillende keren op postzegels gestaan. In 1949 stond de locomotief al op een postzegel ter waarde van een halve Belgische frank.[8] Recenter werd een postzegel uitgegeven voor 175 jaar Belgische spoorwegen, waarop 'Le Belge' opnieuw samen met een Thalys te zien is.
- Striptekenaar Hergé tekende voor het Weekblad Kuifje een prent van 'Le Belge'.[9]